# A Lion in the House (film 1919)
A Lion in the House è un cortometraggio muto del 1919. Il nome del regista non viene riportato nei credit del film.

## Produzione
Il film fu prodotto dalla Century Comedies (Century Film).

## Distribuzione
Distribuito dall'Universal Film Manufacturing Company, il film - un cortometraggio in due bobine - uscì nelle sale cinematografiche USA il 17 settembre 1919.